# Víctor Waill
Víctor Manuel Pérez (27 de marzo de 1952, Baní - 8 de julio de 2019, Santo Domingo), más conocido como Víctor Waill, fue un multiinstrumentista, cantante, compositor y arreglista dominicano. Varios periodistas y cantantes de renombre, lo tildan como «El Rey Midas de la Salsa» o «El Maestro de la Salsa Contemporánea».

## Carrera como cantante

### Inicios
Víctor Waill inició su labor musical en 1974 en la banda “Tino Peña y su combo salsa”, de Baní. Estando en ese grupo conoció a Wilfrido Vargas quien vio su potencial y de inmediato le propuso integrarse a su orquesta. Con Wilfrido popularizó varios hits musicales en la época como “Charo, charo”, “Cachita”, “Enrique Blanco” (junto a Vicente Pacheco), “Amigos míos, me enamoré” y “Sansón batalla”, este último en salsa y que además concitó mucho éxito, al ser el número uno con la propia Fania All Stars.
Mayormente sus fuertes con Wilfrido Vargas fueron la salsa y la balada. Tras salir de la orquesta de Wilfrido, militó por un año en “La esencia dominicana”, de Sony Ovalles, de quien heredó luego ese proyecto y lo obligó ante la ausencia del “maestro” a hacerse arreglista del mismo, mientras llevaba su oferta por varios países.
En busca de un sonido diferente le agregó acordeón típico a algunas canciones sustentadas en el merengue tradicional.  En un momento de una carrera de luces, “capitaneando su propio barco”, se internó en Samaná para aprender del maestro Siriaco Stubbs, a quien recuerda con veneración y posteriormente se integra a la orquesta de Don Félix del Rosario.
Tras ese peregrinaje se fue a Estados Unidos para ampliar sus conocimientos musicales “conjuntamente amenizando actividades para poder sobrevivir en una tierra que no era la mía”.
Luego logró un contrato discográfico con Kubaney Records, cuando formó a Víctor Waill y su grupo Panela. Con ese sello grabó “Diptongo de amor”, que le valió el premio Aplausos 92, en Miami.

## Carrera como arreglista
- Simultáneamente con sus proyectos personales, Waill se dio también para producirle a otros artistas y agrupaciones. A Víctor Roque y “La gran Manzana” le orquestó el tema “Mala, mala, mala” y a Fernando Villalona le hizo los arreglos musicales a éxitos merengueros como “Música latina”, “Que lo que” y “María morena”.[3]

- Para Pochy Familia y su Coco Band hizo la música de “El que llora, llora” y “Ya me olvidó tu nombre”.

- En su lista además se inscriben trabajos para Miriam Cruz,[4][5][6][7] Rubby Pérez, Eddy Herrera, Los Rosario, Johnny Ventura, Wilfrido Vargas, Ravel, Monchy & Alexandra y el cantante argentino Alejandro Lerner.

- Con Ilegales, que lidera Vladimir Dotel, Víctor Waill hizo prácticamente toda la música de sus éxitos como “La morena pide más”, “Una copa de licor”, “Tu recuerdo” (en balada), “Solo tú”, “Como un trueno”, “Fiesta caliente”, “El taqui taqui”, “A que te pongo”, entre otros.

- Uno de sus primeros logros en lo que se llama salsa Dominicana fue: “Extrañándote”, el hit salsero que grabaron Michel y Rubby Pérez.

- Para Michel, también hizo “Yo no me doy por vencido”, “El hombre perfecto” y “Beat it”, tema homenaje a Michael Jackson.[8]

- Artistas tales como: Alex Matos, Asdrubar, Ruth la cantante, Noemí Mieses, Alexa la artista, Danaes, Edwin el futuro de la salsa, Jehu el rey, Yanfourd, David Kada, Félix Manuel, entre otros muchos más dominicanos, han sido de parte de su récord de arreglos musicales en la República Dominicana.

- También ha hecho arreglos para artistas tales como Madai, Layla Angulo, N'Klabe,[9] Anddy Caicedo, Mario entre otros más.[10][11]
- Incluyendo así colaboraciones de artistas internacionales con nacional, como la fue yo me enamoré del swagger y julio voltio

## Fallecimiento
El cadáver del artista fue encontrado en su residencia del Ensanche Luperón. La información fue ofrecida a El Día por Jorge Luis Vargas, hermano de Wilfrido Vargas, quien dijo que al parecer el artista murió esa madrugada o noche pasada. Waill vivía solo.